# Believe (Disturbed)
Believe è il secondo album in studio della band alternative metal statunitense Disturbed.

## Il disco
Fu il loro primo album a debuttare al numero uno della classifica Billboard 200, avendo venduto la prima settimana 284 000 copie. Il 23 settembre 2008 la Recording Industry Association of America lo ha certificato doppio platino negli Stati Uniti (2 milioni di copie vendute). La copertina raggruppa vari simboli religiosi: la stella di David, la mezzaluna, il pentacolo e la croce cristiana. Fu l'ultimo album registrato con Steve Kmak al basso. Inoltre è l'unico album in cui la title track non è stata estratta come singolo.

## Tracce
Testi e musiche di David Draiman, Dan Donegan, Mike Wengren e Steve Kmak.
1. Prayer – 3:41
2. Liberate – 3:29
3. Awaken – 4:29
4. Believe – 4:27
5. Remember – 4:11
6. Intoxication – 3:14
7. Rise – 3:57
8. Mistress – 3:46
9. Breathe – 4:21
10. Bound – 3:53
11. Devour – 3:52
12. Darkness – 3:56

Durata totale: 47:16
Australian Tour Edition Bonus Disc
Testi e musiche di David Draiman, Dan Donegan, Mike Wengren e Steve Kmak.
1. Remember (Live) – 4:22
2. Bound (Live) – 3:51
3. Fear (Live) – 3:50
4. Conflict (Live) – 4:40
5. Droppin' Plates – 3:57

Durata totale: 20:40

## Posizioni in classifica
| Anno | Classifica                   | Posizione |
| ---- | ---------------------------- | --------- |
| 2002 | Australian ARIA Albums Chart | 32        |
| 2002 | Austrian Albums Chart        | 42        |
| 2002 | Billboard Canadian Albums    | 2         |
| 2002 | Danish Albums Chart          | 30        |
| 2002 | Finnish Albums Chart         | 33        |
| 2002 | New Zealand Top Albums Chart | 1         |
| 2002 | Swedish Albums Chart         | 35        |
| 2002 | Swiss Albums Chart           | 91        |
| 2002 | US Billboard 200             | 1         |
| 2002 | US Top Internet Albums       | 1         |

## Formazione
- David Draiman - voce, voce secondaria
- Dan Donegan - chitarra elettrica, tastiera, elettronica, voce secondaria
- Steve Kmak - basso elettrico
- Mike Wengren - batteria, percussioni, chitarra in Darkness
- Alison Chesley - violoncello
- Johnny K - produttore
- Andy Wallace - missaggio
- Howie Weinberg - mastering
- Tony Adams - tecnico
- Chris Glatfelter - tecnico
- Mick Haggerty - direttore artistico, designer
- Stephen Danelian e Luke - fotografia

## Curiosità
- Intoxication è stata inserita nel videogioco Mtx Mototrax.